# Ódiquê?
Ódiquê? Show, é um filme brasileiro de 2004, dirigido por Felipe Joffily, e produzido pelo diretor e Tec Cine Rio.

## Sinopse
Ódiquê? conta a história de três amigos cariocas, Monet, Tito e Duda, que tentam angariar verbas para passar o carnaval em Arraial d`Ajuda. No entanto eles acabam se envolvendo com um amigo de classe alta em uma série de crimes.

## Elenco
- Alexandre Moretzsohn - Monet
- Cauã Reymond - Tito
- Dudu Azevedo - Duda
- Leonardo Carvalho - Paulinho Torres (Tantan)
- Cássia Kiss - Ana Lucia Torres
- Henri Pagnoncelli - Pai de Paulinho Tanta
- Edu Santos - Bernardo
- Ivan Silva - Português dono do bar
- Amanda Bravo - Loira da festa
- Luiz Antônio do Nascimento - Flanelinha
- Miguel Nader - Jonas
- Alinne Moraes - Garota da festa

## Prêmios
Ódiquê? recebeu dois prêmios do Festival de Cinema Independente de Nova York em 2004, referentes a Grande Prêmio do Júri e melhor diretor.